# Bobby Holík
Robert "Bobby" Holík, född 1 januari 1971 i Jihlava, Tjeckoslovakien, är en tjeckisk-amerikansk före detta professionell ishockeyspelare som tillbringade 18 säsonger i den nordamerikanska ishockeyligan National Hockey League (NHL), där han spelade för ishockeyorganisationerna Hartford Whalers, New Jersey Devils, New York Rangers och Atlanta Thrashers. Han producerade 747 poäng (326 mål och 421 assists) samt drog på sig 1 421 utvisningsminuter på 1 314 grundspelsmatcher. Han spelade också på lägre nivåer för Utica Devils i American Hockey League (AHL) och HC Dukla Jihlava i Extraliga.
Holík draftades i första rundan i 1989 års draft av Hartford Whalers som tionde spelaren totalt.
Han har vunnit två Stanley Cup, samtliga med Devils för säsongerna 1994-1995 och 1999-2000.
Han är son till den före detta ishockeyspelaren Jaroslav Holík, bror till den före detta tennisspelaren Andrea Holíková och brorson till den före detta ishockeyspelaren Jiří Holík. Han är också släkt med den före detta ishockeyspelaren František Musil som är gift med systern Andrea, deras äldste son David Musil spelar också ishockey och tillhör Edmonton Oilers samtidigt som han spelar för Oklahoma City Barons i AHL.
Idag äger han ett stuteri i Jackson, Wyoming. Han är också rådgivare åt ishockeylaget Sioux City Musketeers i United States Hockey League (USHL) och PR-representant för det tjeckiska vapenföretaget Česká Zbrojovka:s amerikanska division, CZ-USA.

## Statistik
| Källa: Utv = Utvisningsminuter | Källa: Utv = Utvisningsminuter                                                    | Källa: Utv = Utvisningsminuter                                                    |                                                                                   | Grundserie                                                                        | Grundserie                                                                        | Grundserie                                                                        | Grundserie                                                                        | Grundserie                                                                        |                                                                                   | Slutspel                                                                          | Slutspel                                                                          | Slutspel                                                                          | Slutspel                                                                          | Slutspel                                                                          |
| Säsong                         | Lag                                                                               | Liga                                                                              | Matcher                                                                           | Mål                                                                               | Assist                                                                            | Poäng                                                                             | Utv                                                                               | Matcher                                                                           | Mål                                                                               | Assist                                                                            | Poäng                                                                             | Utv                                                                               |                                                                                   |                                                                                   |
| ------------------------------ | --------------------------------------------------------------------------------- | --------------------------------------------------------------------------------- | --------------------------------------------------------------------------------- | --------------------------------------------------------------------------------- | --------------------------------------------------------------------------------- | --------------------------------------------------------------------------------- | --------------------------------------------------------------------------------- | --------------------------------------------------------------------------------- | --------------------------------------------------------------------------------- | --------------------------------------------------------------------------------- | --------------------------------------------------------------------------------- | --------------------------------------------------------------------------------- | --------------------------------------------------------------------------------- | --------------------------------------------------------------------------------- |
| 1987–1988                      | HC Dukla Jihlava                                                                  | Extraliga                                                                         | 31                                                                                | 7                                                                                 | 11                                                                                | 18                                                                                | 16                                                                                | —                                                                                 | —                                                                                 | —                                                                                 | —                                                                                 | —                                                                                 |                                                                                   |                                                                                   |
| 1988–1989                      | HC Dukla Jihlava                                                                  | Extraliga                                                                         | 24                                                                                | 7                                                                                 | 10                                                                                | 17                                                                                | 32                                                                                | 12                                                                                | 3                                                                                 | 5                                                                                 | 8                                                                                 | —                                                                                 |                                                                                   |                                                                                   |
| 1989–1990                      | HC Dukla Jihlava                                                                  | Extraliga                                                                         | 42                                                                                | 15                                                                                | 26                                                                                | 41                                                                                | —                                                                                 | —                                                                                 | —                                                                                 | —                                                                                 | —                                                                                 | —                                                                                 |                                                                                   |                                                                                   |
| 1990–1991                      | Hartford Whalers                                                                  | NHL                                                                               | 78                                                                                | 21                                                                                | 22                                                                                | 43                                                                                | 113                                                                               | 6                                                                                 | 0                                                                                 | 0                                                                                 | 0                                                                                 | 7                                                                                 |                                                                                   |                                                                                   |
| 1991–1992                      | Hartford Whalers                                                                  | NHL                                                                               | 76                                                                                | 21                                                                                | 24                                                                                | 45                                                                                | 44                                                                                | 7                                                                                 | 0                                                                                 | 1                                                                                 | 1                                                                                 | 6                                                                                 |                                                                                   |                                                                                   |
| 1992–1993                      | New Jersey Devils                                                                 | NHL                                                                               | 61                                                                                | 20                                                                                | 19                                                                                | 39                                                                                | 76                                                                                | 5                                                                                 | 1                                                                                 | 1                                                                                 | 2                                                                                 | 6                                                                                 |                                                                                   |                                                                                   |
|                                | Utica Devils                                                                      | AHL                                                                               | 1                                                                                 | 0                                                                                 | 0                                                                                 | 0                                                                                 | 2                                                                                 | —                                                                                 | —                                                                                 | —                                                                                 | —                                                                                 | —                                                                                 |                                                                                   |                                                                                   |
| 1993–1994                      | New Jersey Devils                                                                 | NHL                                                                               | 70                                                                                | 13                                                                                | 20                                                                                | 33                                                                                | 72                                                                                | 20                                                                                | 0                                                                                 | 3                                                                                 | 3                                                                                 | 6                                                                                 |                                                                                   |                                                                                   |
| 1994–1995                      | New Jersey Devils                                                                 | NHL                                                                               | 48                                                                                | 10                                                                                | 10                                                                                | 20                                                                                | 18                                                                                | 20                                                                                | 4                                                                                 | 4                                                                                 | 8                                                                                 | 22                                                                                |                                                                                   |                                                                                   |
| 1995–1996                      | New Jersey Devils                                                                 | NHL                                                                               | 63                                                                                | 13                                                                                | 17                                                                                | 30                                                                                | 58                                                                                | —                                                                                 | —                                                                                 | —                                                                                 | —                                                                                 | —                                                                                 |                                                                                   |                                                                                   |
| 1996–1997                      | New Jersey Devils                                                                 | NHL                                                                               | 82                                                                                | 23                                                                                | 39                                                                                | 62                                                                                | 54                                                                                | 10                                                                                | 2                                                                                 | 3                                                                                 | 5                                                                                 | 4                                                                                 |                                                                                   |                                                                                   |
| 1997–1998                      | New Jersey Devils                                                                 | NHL                                                                               | 82                                                                                | 29                                                                                | 36                                                                                | 65                                                                                | 100                                                                               | 5                                                                                 | 0                                                                                 | 0                                                                                 | 0                                                                                 | 8                                                                                 |                                                                                   |                                                                                   |
| 1998–1999                      | New Jersey Devils                                                                 | NHL                                                                               | 78                                                                                | 27                                                                                | 37                                                                                | 64                                                                                | 119                                                                               | 7                                                                                 | 0                                                                                 | 7                                                                                 | 7                                                                                 | 6                                                                                 |                                                                                   |                                                                                   |
| 1999–2000                      | New Jersey Devils                                                                 | NHL                                                                               | 79                                                                                | 23                                                                                | 23                                                                                | 46                                                                                | 106                                                                               | 23                                                                                | 3                                                                                 | 7                                                                                 | 10                                                                                | 14                                                                                |                                                                                   |                                                                                   |
| 2000–2001                      | New Jersey Devils                                                                 | NHL                                                                               | 80                                                                                | 15                                                                                | 35                                                                                | 50                                                                                | 97                                                                                | 25                                                                                | 6                                                                                 | 10                                                                                | 16                                                                                | 37                                                                                |                                                                                   |                                                                                   |
| 2001–2002                      | New Jersey Devils                                                                 | NHL                                                                               | 81                                                                                | 25                                                                                | 29                                                                                | 54                                                                                | 97                                                                                | 6                                                                                 | 4                                                                                 | 1                                                                                 | 5                                                                                 | 2                                                                                 |                                                                                   |                                                                                   |
| 2002–2003                      | New York Rangers                                                                  | NHL                                                                               | 64                                                                                | 16                                                                                | 19                                                                                | 35                                                                                | 50                                                                                | —                                                                                 | —                                                                                 | —                                                                                 | —                                                                                 | —                                                                                 |                                                                                   |                                                                                   |
| 2003–2004                      | New York Rangers                                                                  | NHL                                                                               | 82                                                                                | 25                                                                                | 31                                                                                | 56                                                                                | 96                                                                                | —                                                                                 | —                                                                                 | —                                                                                 | —                                                                                 | —                                                                                 |                                                                                   |                                                                                   |
| 2004–2005                      | Spelade ej på grund av inställd säsong i och med konflikten mellan NHL och NHLPA. | Spelade ej på grund av inställd säsong i och med konflikten mellan NHL och NHLPA. | Spelade ej på grund av inställd säsong i och med konflikten mellan NHL och NHLPA. | Spelade ej på grund av inställd säsong i och med konflikten mellan NHL och NHLPA. | Spelade ej på grund av inställd säsong i och med konflikten mellan NHL och NHLPA. | Spelade ej på grund av inställd säsong i och med konflikten mellan NHL och NHLPA. | Spelade ej på grund av inställd säsong i och med konflikten mellan NHL och NHLPA. | Spelade ej på grund av inställd säsong i och med konflikten mellan NHL och NHLPA. | Spelade ej på grund av inställd säsong i och med konflikten mellan NHL och NHLPA. | Spelade ej på grund av inställd säsong i och med konflikten mellan NHL och NHLPA. | Spelade ej på grund av inställd säsong i och med konflikten mellan NHL och NHLPA. | Spelade ej på grund av inställd säsong i och med konflikten mellan NHL och NHLPA. | Spelade ej på grund av inställd säsong i och med konflikten mellan NHL och NHLPA. | Spelade ej på grund av inställd säsong i och med konflikten mellan NHL och NHLPA. |
| 2005–2006                      | Atlanta Thrashers                                                                 | NHL                                                                               | 64                                                                                | 15                                                                                | 18                                                                                | 33                                                                                | 79                                                                                | —                                                                                 | —                                                                                 | —                                                                                 | —                                                                                 | —                                                                                 |                                                                                   |                                                                                   |
| 2006–2007                      | Atlanta Thrashers                                                                 | NHL                                                                               | 82                                                                                | 11                                                                                | 18                                                                                | 29                                                                                | 86                                                                                | 4                                                                                 | 0                                                                                 | 1                                                                                 | 1                                                                                 | 0                                                                                 |                                                                                   |                                                                                   |
| 2007–2008                      | Atlanta Thrashers                                                                 | NHL                                                                               | 82                                                                                | 15                                                                                | 19                                                                                | 34                                                                                | 90                                                                                | —                                                                                 | —                                                                                 | —                                                                                 | —                                                                                 | —                                                                                 |                                                                                   |                                                                                   |
| 2008–2009                      | New Jersey Devils                                                                 | NHL                                                                               | 62                                                                                | 4                                                                                 | 5                                                                                 | 9                                                                                 | 66                                                                                | 3                                                                                 | 0                                                                                 | 1                                                                                 | 1                                                                                 | 2                                                                                 |                                                                                   |                                                                                   |
| NHL totalt                     | NHL totalt                                                                        | NHL totalt                                                                        | 1314                                                                              | 326                                                                               | 421                                                                               | 747                                                                               | 1421                                                                              | 141                                                                               | 20                                                                                | 39                                                                                | 59                                                                                | 120                                                                               |                                                                                   |                                                                                   |
| AHL totalt                     | AHL totalt                                                                        | AHL totalt                                                                        | 1                                                                                 | 0                                                                                 | 0                                                                                 | 0                                                                                 | 2                                                                                 | —                                                                                 | —                                                                                 | —                                                                                 | —                                                                                 | —                                                                                 |                                                                                   |                                                                                   |
| Extraliga totalt               | Extraliga totalt                                                                  | Extraliga totalt                                                                  | 97                                                                                | 29                                                                                | 47                                                                                | 76                                                                                | 48                                                                                | 12                                                                                | 3                                                                                 | 5                                                                                 | 8                                                                                 | 0                                                                                 |                                                                                   |                                                                                   |